# Geolyces rufescens
Geolyces rufescens là một loài bướm đêm trong họ Geometridae.